# Odcisk buta

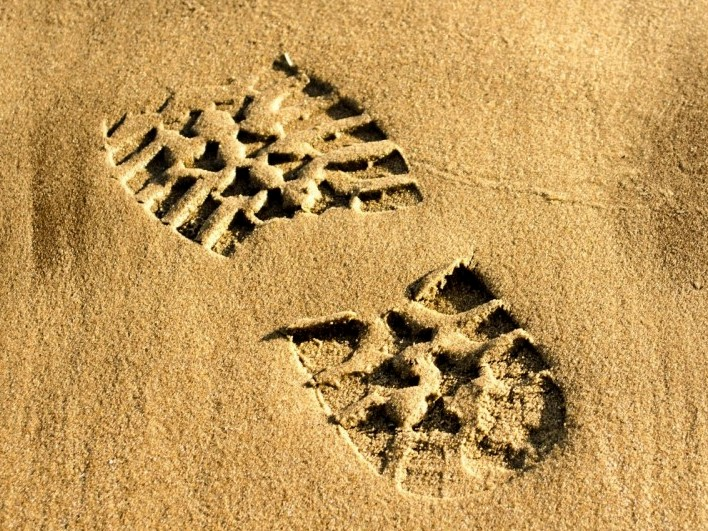
Odcisk buta w piasku

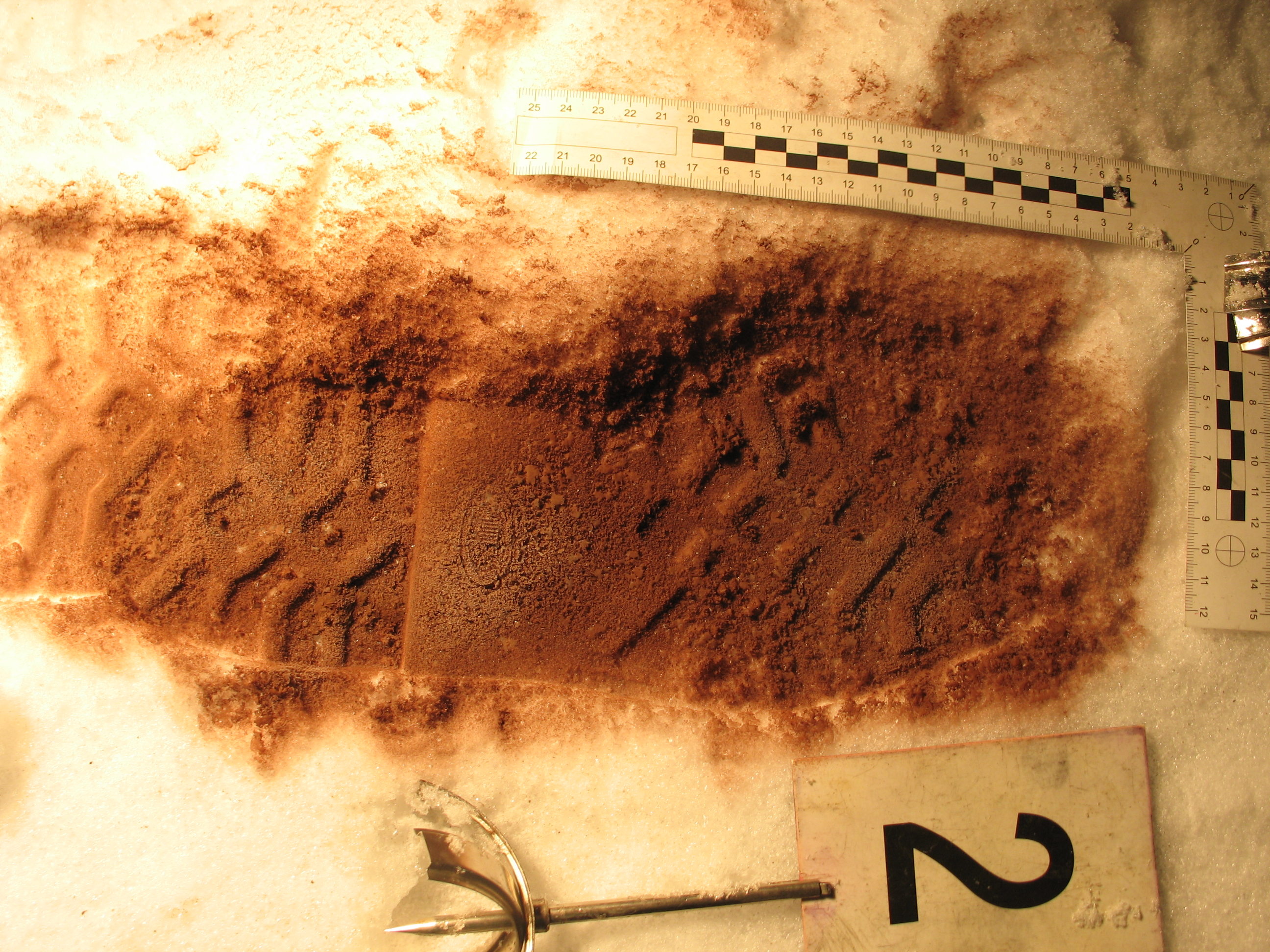
Zabezpieczony odcisk obuwia na śniegu

Odcisk buta – jeden z niekrwawych śladów badanych na miejscu zdarzenia (przestępstwa, zbrodni): odcisk podeszwy buta znaleziony podczas czynności badania tego miejsca.
Odciski butów bada się w ramach ekspertyzy traseologicznej, która analizuje ślady powstające w wyniku przemieszczania się człowieka zarówno pieszo (ślady stóp obutych i bosych), jak i różnymi środkami transportu (np. odciski opon). Badania te są elementem analizy ścieżki chodu ludzkiego (ichnogramu), w drodze których ustala się kierunek przemieszczania człowieka, typ obuwia jaki nosił, a także szerokość i długość kroku. Wszystko to pozwala z kolei ustalić płeć i wagę osoby. Na podstawie zabezpieczonych śladów ustala się indywidualne cechy danego obuwia, jakie utrwaliły się w procesie produkcji albo w następstwie krótszego lub dłuższego użytkowania.
Ślady odcisku buta ujawnianie są najczęściej na podłożu piaszczystym bądź ziemistym. Celem porównania odcisku znalezionego w danym miejscu z obuwiem zatrzymanym od osób podejrzanych wykonuje się odlew ujawnionego w terenie śladu, przy czym ślad należy najpierw oczyścić z kamieni, liści oraz innych ewentualnych przedmiotów utrudniających badanie. Gdy w zagłębieniach śladu znajduje się woda jest ona usuwana za pomocą pipety lub bibuły. Ślad zalewa się następnie masą gipsową, która po zastygnięciu odwzorowuje dokładnie właściwości podeszwy buta.